# Astragalus rariflorus
Astragalus rariflorus är en ärtväxtart som beskrevs av Carl Friedrich von Ledebour. Astragalus rariflorus ingår i släktet vedlar, och familjen ärtväxter. Inga underarter finns listade i Catalogue of Life.